# Dyscritomyia grimshawi
Dyscritomyia grimshawi är en tvåvingeart som beskrevs av James 1981. Dyscritomyia grimshawi ingår i släktet Dyscritomyia och familjen spyflugor. Inga underarter finns listade i Catalogue of Life.